# Allium subvillosum
Allium subvillosum är en amaryllisväxtart som beskrevs av Philipp Salzmann, Schult. och Julius Hermann Schultes. Allium subvillosum ingår i släktet lökar, och familjen amaryllisväxter. Inga underarter finns listade i Catalogue of Life.

## Bildgalleri

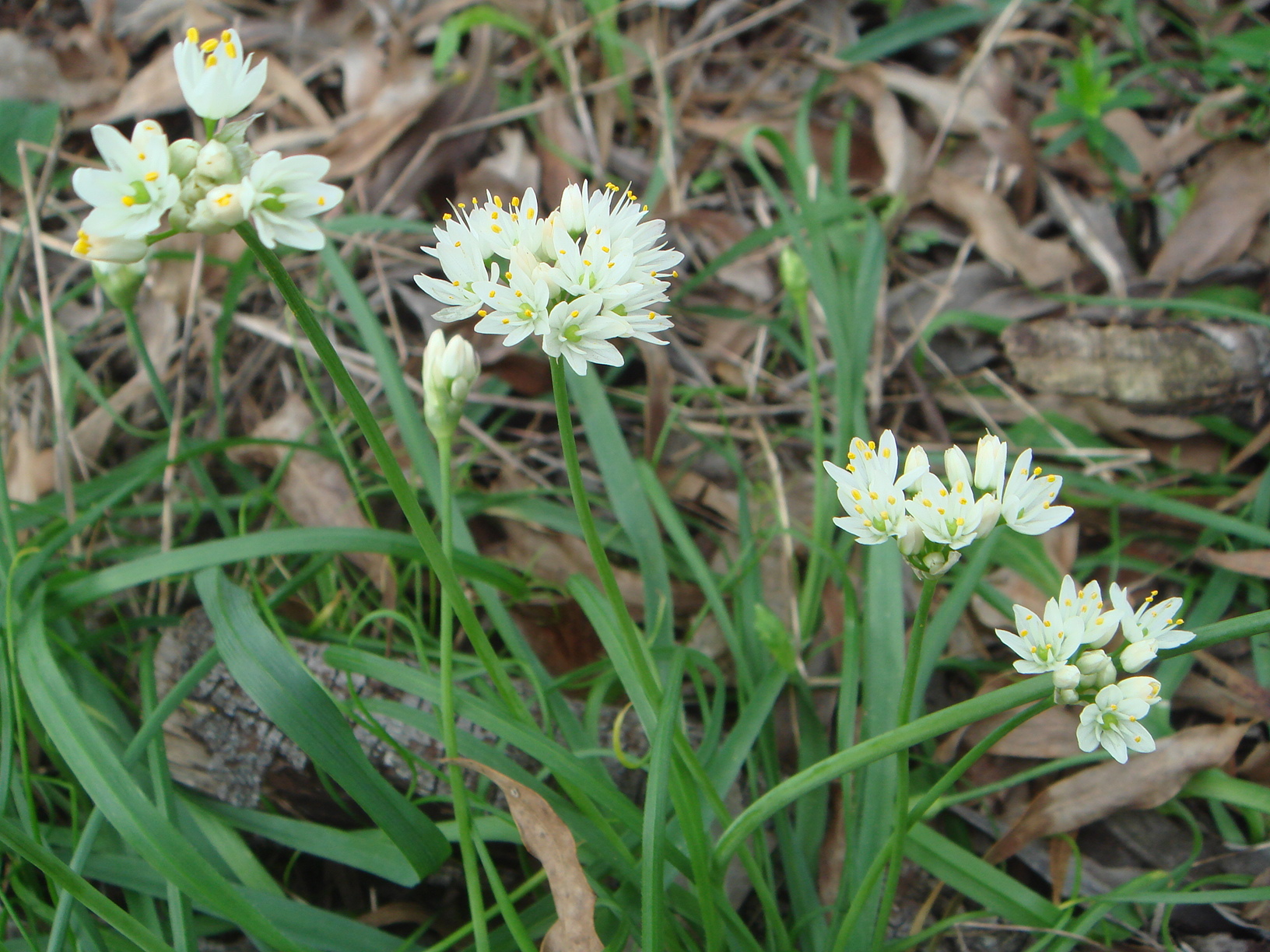